# Lanans
Lanans település Franciaországban, Doubs megyében. Lakosainak száma 162 fő (2022. január 1.). Lanans Cusance, Montivernage, Ouvans, Servin és Vaudrivillers községekkel határos.

## Népesség
A település népességének változása:
| Lakosok száma | 153  | 115  | 92   | 131  | 141  | 159  | 167  | 162  | 159  | 162  |
|               | 1968 | 1982 | 1990 | 2006 | 2013 | 2015 | 2017 | 2019 | 2020 | 2022 |